# Trombocitopenija
Trombocitopenija (trombocytopenia) pojam je kojim se označava smanjen broj trombocita u krvi, čiji je broj u normalnim okolnostima 150 do 400/nL krvi.
Trombocitopenije mogu biti prirođene (rijetko) ili stečene. Mogu biti primarne, gdje je trombocitopenija glavni poremećaj, ili sekundarne, kada je trombocitopenija popratna pojava uz neku drugu bolest. Nemaju određeni tok trajanja bolesti i uz takvu borbu treba dosta strpljenja.  

## Simptomi
Obično, niska razina trombocita ne vodi do kliničkih problema. Ponekad, može doći do modrica, posebno purpura na podlakticama, krvarenje nosa i/ili krvarenje desni. Jedan od simptoma jest što trombocitopenija dolazi uz povišenu tjelesnu temperaturu i moguću glavobolju.
Važno je izvući potpunu medicinsku prošlost bolesnika, kako bi se osiguralo da niska razina krvnih pločica nije posljedica sekundarnog procesa. Također, veoma je važno uvjeriti se kako druge krvne stanice, poput crvenih krvnih stanica (eritrocita) i bijelih krvnih stanica (leukocita), nemaju sniženu razinu prisutnosti u krvi.
|  | Molimo pročitajte upozorenje o korištenju medicinskih informacija. Ne provodite liječenje bez savjetovanja s liječnikom! |